# San Francisco El Alto
San Francisco El Alto – miasto na południowym zachodzie Gwatemali, w departamencie Totonicapán. Według danych statystycznych z 2012 roku liczba mieszkańców wynosiła 42 108 osób. 
San Francisco El Alto leży około 14 km na północny zachód od stolicy departamentu – miasta Totonicapán. Miejscowość leży na wysokości 2581 metrów nad poziomem morza, w górach Sierra Madre de Chiapas. W mieście dominuje przemysł spożywczy.